# Octanowinian glinu
Octanowinian glinu – organiczny związek chemiczny z grupy winianów i octanów, glinowa sól podwójna kwasu winowego oraz octowego. Stosowany w środkach ściągających i dezynfekujących.

## Wygląd
Występuje w postaci bezbarwnych lub żółtawych kryształów, łatwo, lecz bardzo powoli rozpuszczających się w wodzie i nierozpuszczalnych w alkoholu i eterze.

## Aplikacje
Stosuje się go jako składnik kremów oraz w stałej postaci do sporządzania roztworów do stosowania na skórę.